# У схованках серця
«У схованках серця» (англ. The Secret Places Of The Heart) — роман англійського письменника Герберта Веллса. Написаний в 1922 році.

## Сюжет
Герберт Веллс був настільки зачарований Маргарет Сенгер, що він що він пише цей твір. Роман є тонко завуальованою автобіографією — зображує англійського джентльмена, сера Річарда Харді, який намагається розібратися у своїх сімейних проблемах, поки він подорожує англійською сільською місцевісттю у супроводі психіатра. «У схованках серця», як вважає багато літераторів, є любовним листом від Веллса до Сенгер…